# Lactaire sanguin
Ne doit pas être confondu avec Lactaire délicieux.
Lactarius sanguifluus
Espèce
Statut de conservation UICN

 LC  : Préoccupation mineure
Lactarius sanguifluus, le Lactaire sanguin, est une espèce de champignons basidiomycètes de la famille des Russulaceae. Il est caractérisé par son latex de couleur rouge vineux exsudé à la blessure, particularité lui valant son nom, ainsi que son inféodation stricte aux Pins. Il fait partie d'un groupe de Lactaires à latex orangé ou rougeâtre assez ressemblants et souvent confondus entre eux par les cueilleurs. Poussant en abondance dans le sud de l'Europe, c'est un comestible apprécié, particulièrement dans la cuisine catalane.

## Taxonomie

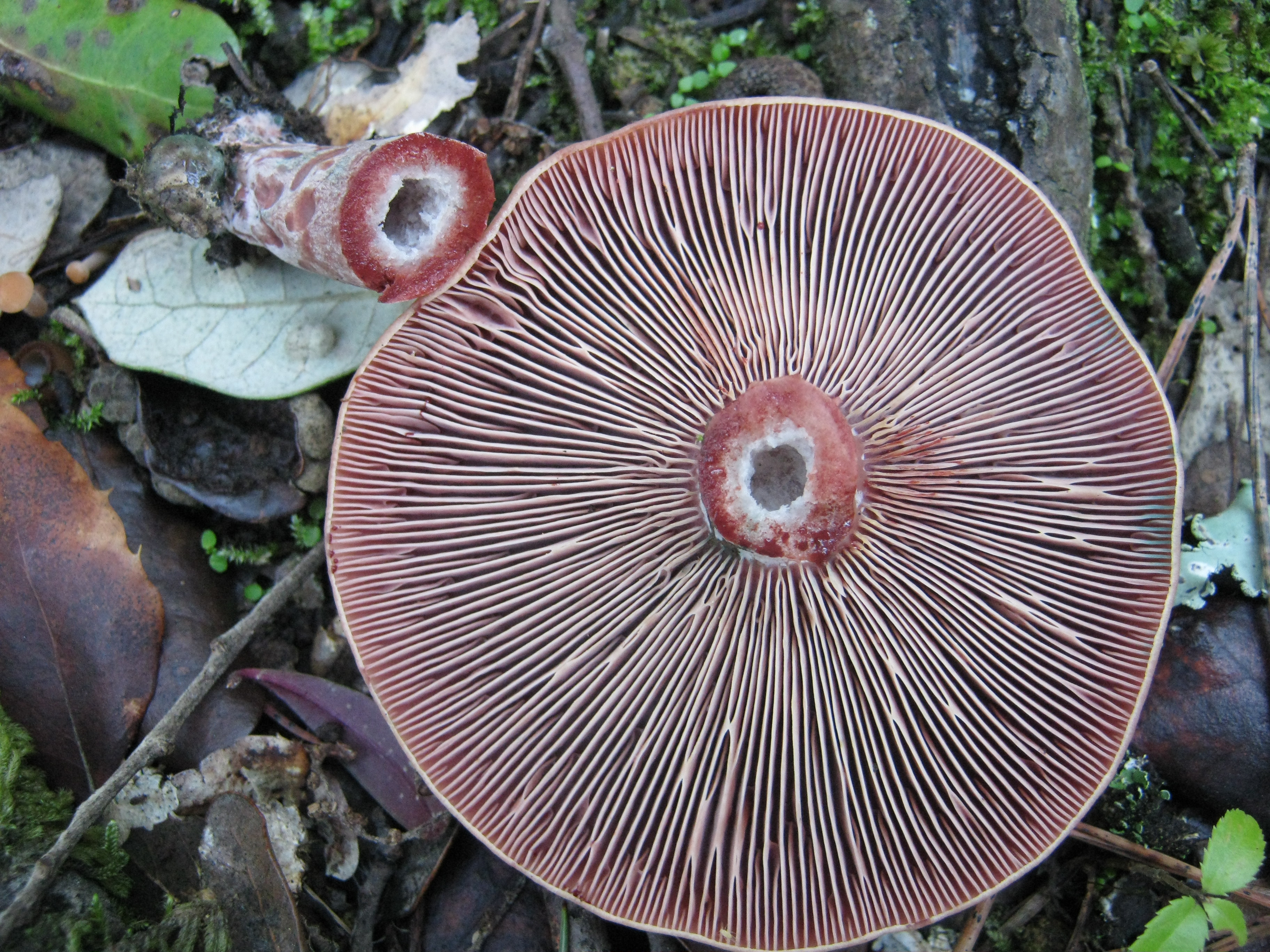
Un spécimen trouvé au Portugal. On notera le lait rouge vineux

Le nom correct complet (avec auteur) de ce taxon est Lactarius sanguifluus (Paulet) Fr.. 
L'espèce a été initialement classée dans le genre Hypophyllum sous le basionyme Hypophyllum sanguifluum Paulet.

### Synonymes
Lactarius sanguifluus a pour synonymes :
- Hypophyllum sanguifluum Paulet
- Lactarius vinosus (Quél.) Bataille
- Lactarius vinosus Maire, Dumée & L.Lutz
- Lactarius violaceus (Barla) Bon, 1980
- Lactifluus sanguifluus (Paulet) Kuntze

### Phylogénie
Le champignon est décrit pour la première fois en 1811 par le mycologue français Jean-Jacques Paulet sous le nom Hypophyllum sanguifluum. Il est ensuite transféré dans le genre Lactarius par Elias Magnus Fries dans son traité de 1838 Epicrisis Systematis Mycologici. En 1892, Otto Kuntze le place dans le genre Lactifluus, considéré jusqu'en 2010 comme synonyme de Lactarius. L'illustration de l'espèce type par Paulet en 1811 ne représentant pas la morphologie typique du champignon, un épitype a été désigné en 2005.

### Étymologie
Son épithète spécifique sanguifluus (du latin sanguis, « sang », et fluus, « écoulement »), fait réfèrence à la couleur de son latex à la blessure.

### Noms vulgaires et vernaculaires
Le champignon doit son nom commun de « Lactaire sanguin » au lait rouge vineux qu'il sécrète à la coupure. Il est également appelé simplement « Sanguin », ou encore « Catalan ». Dans la publication originale de l'espèce en 1811, Paulet le cite sous le nom français de « Rougillon des Toulouzains ». Le nom de "sanguin" est cependant souvent utilisé abusivement pour désigner L. deliciosus, ce qui favorise les confusions, ce nom ne devrait revenir qu'à l'espèce ici présente, Lactarius sanguifluus.

## Description du sporophore
Le Lactaire sanguin est un champignon dont le sporophore présente un pied et un chapeau. Le pied est central. Sous le chapeau, l'hyménophore est constitué de lames.
Le chapeau est convexe avec une dépression centrale et mesure entre 5 et 12 cm de diamètre. Sa surface est lisse et un peu visqueuse et les marges sont courbées vers le bas. Il est chamois rosâtre à orangé, parfois avec des taches grisâtres ou gris-vert pâle, surtout là où la surface a été meurtrie.
L'hyménophore est constitué de lames adnées ou légèrement décurrentes. Elles sont typiquement rose vineux pâle, avec une marge chamois rose pâle. 
Son stipe est cylindrique et mesure de 2 à 5 cm de haut pour 1 à 3 cm d'épaisseur. Sa surface lisse est beige rosâtre à gris rosâtre, parfois avec quelques fossettes (scrobicules) orange rougeâtre à brun-vineux. 
La chair varie de ferme à fragile. Elle est tendre et vineuse dans le pied, rouge brique sous la cuticule du chapeau, ou rouge brunâtre juste au-dessus des lames. Sa saveur varie de douce à légèrement amère, et elle n'a aucune odeur significative.

### Caractéristiques microscopiques
Ses spores mesurent 8 à 10 µm x 6,5 à 8 µm.

## Galerie

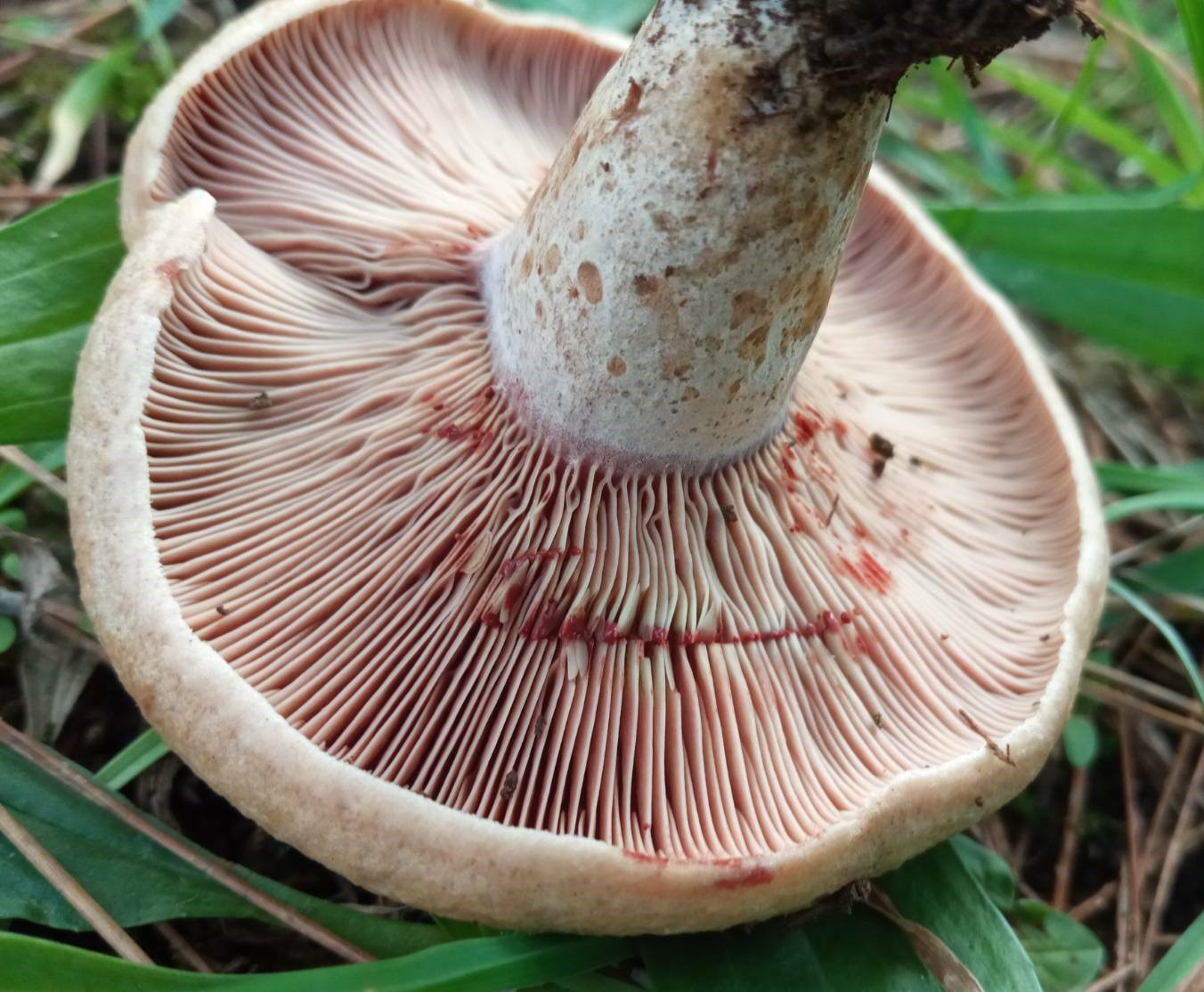
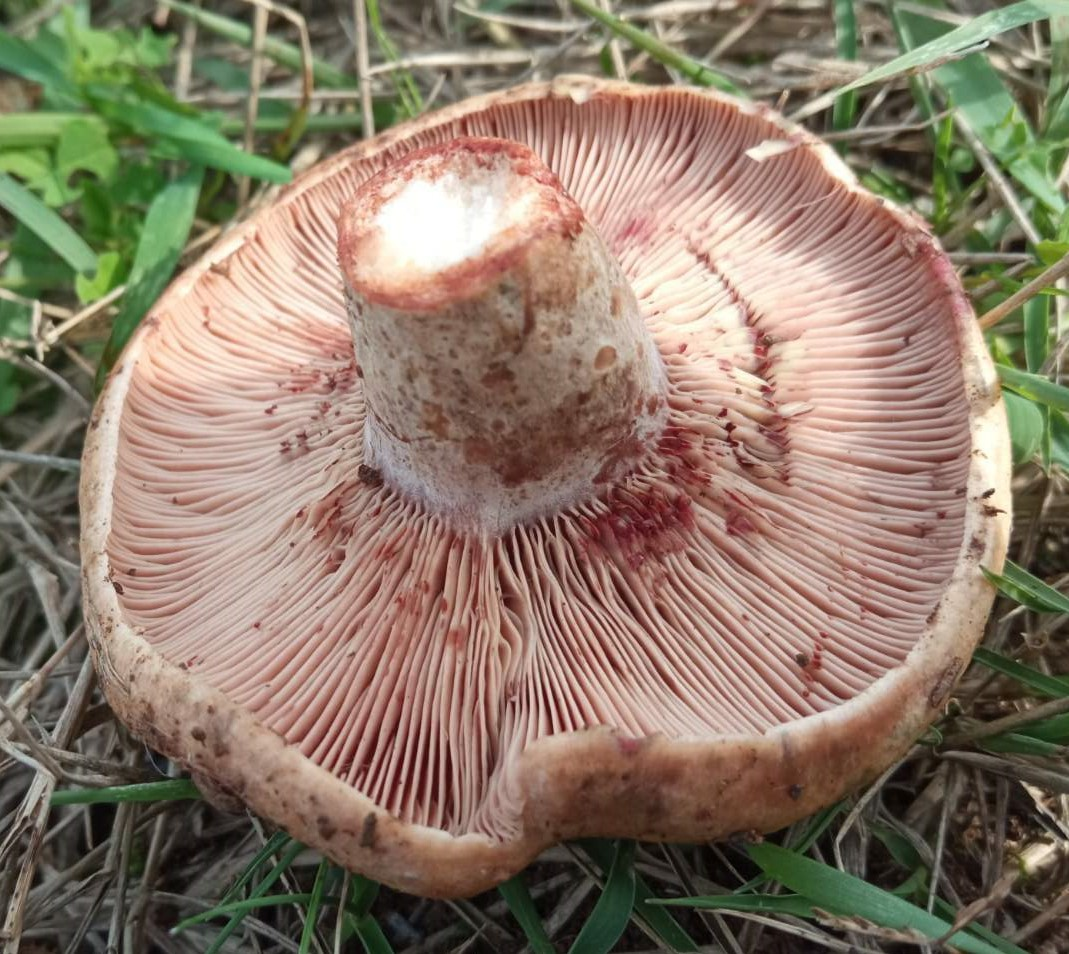
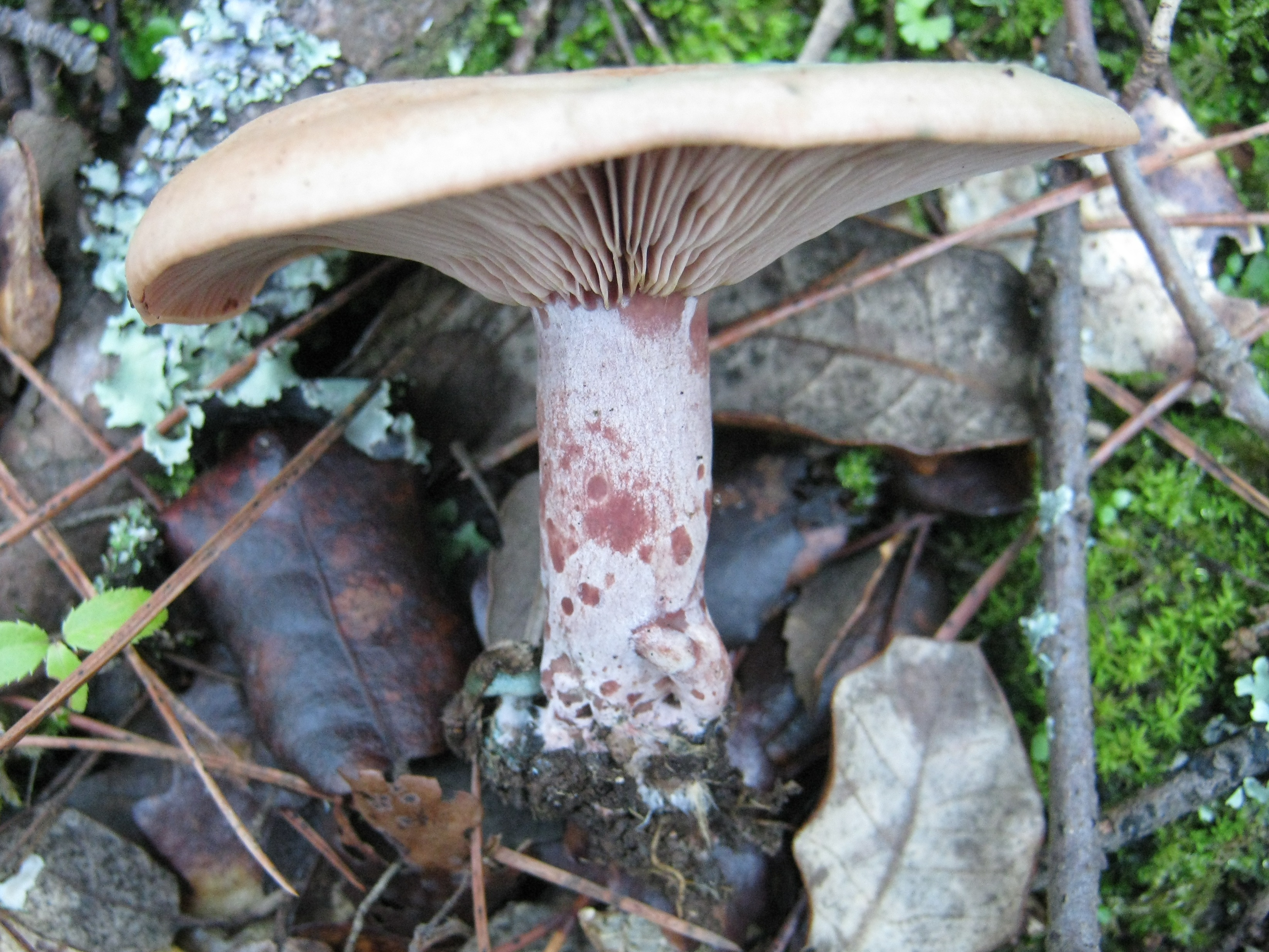
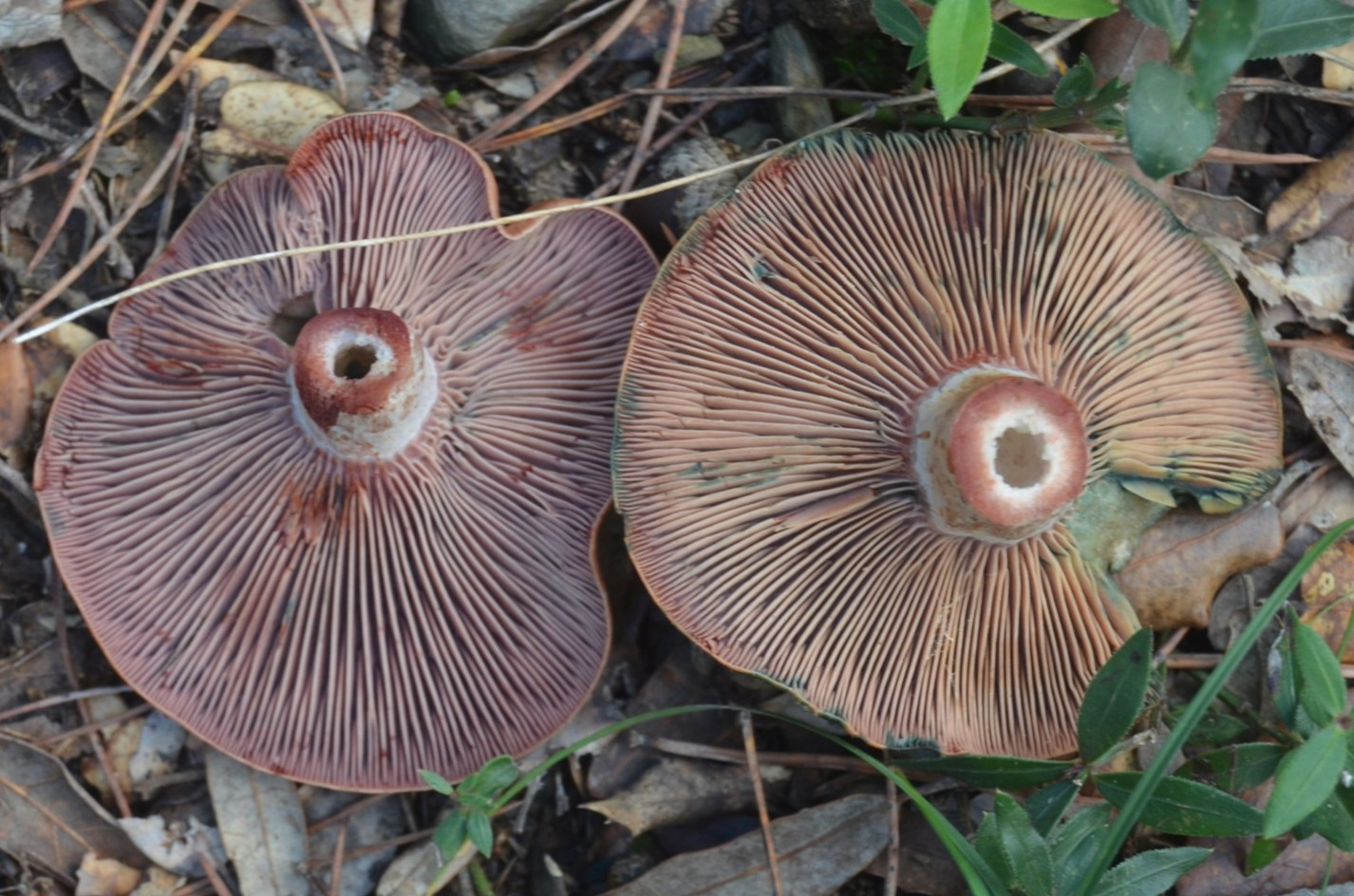
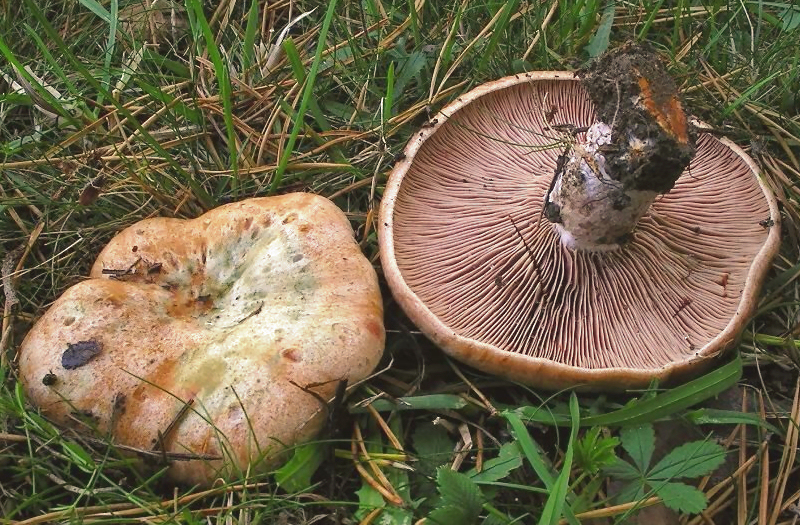
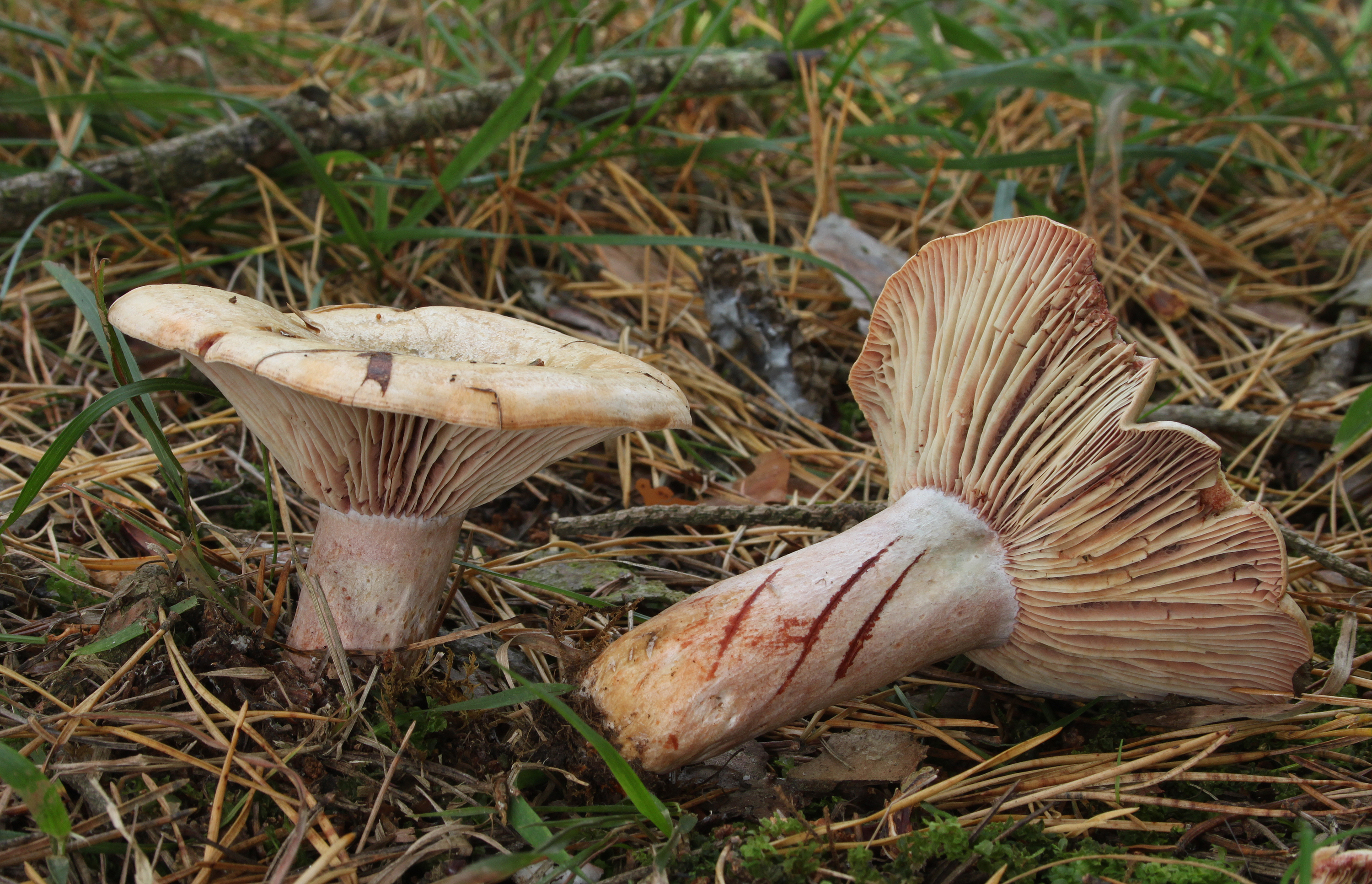
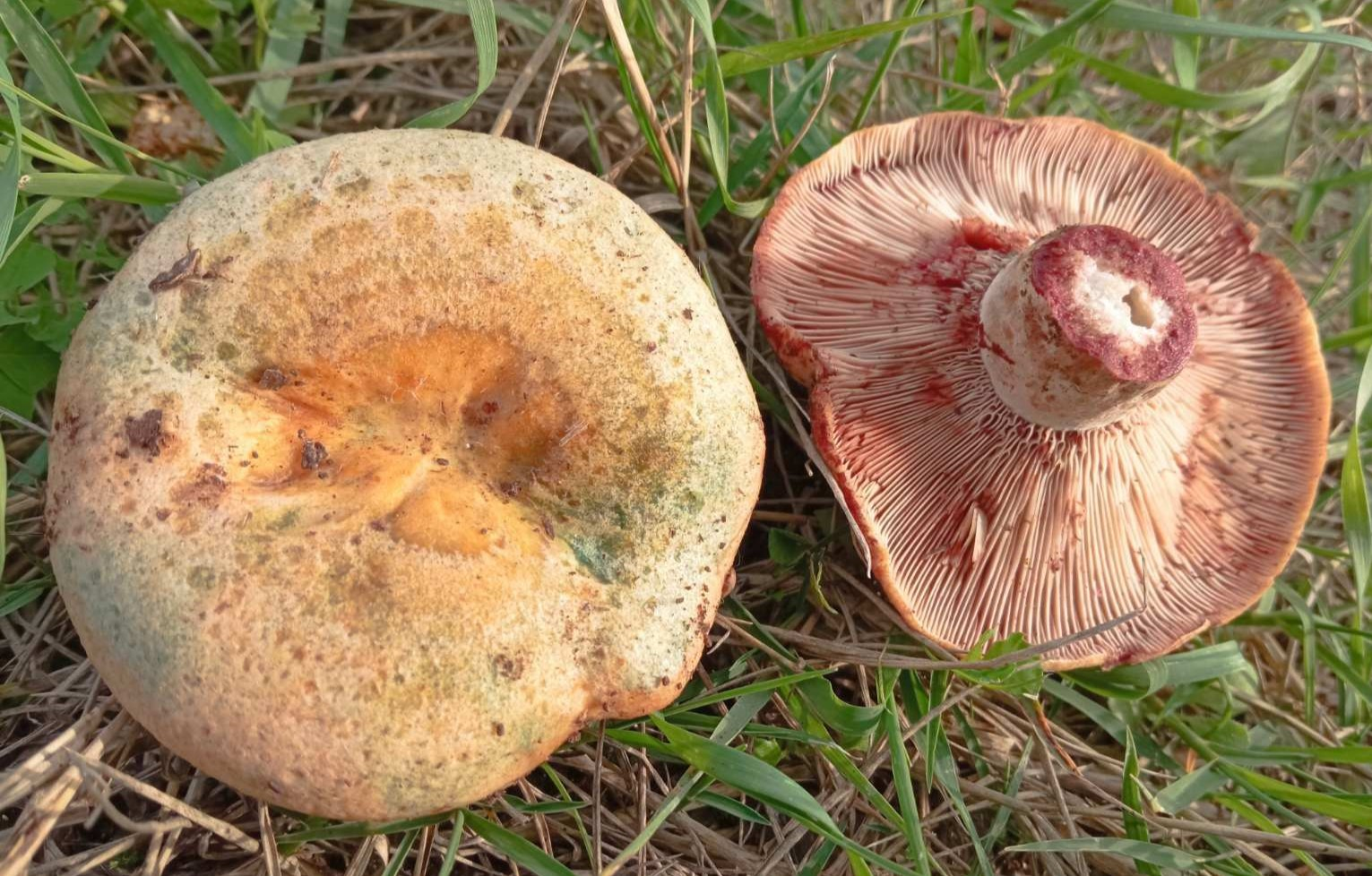
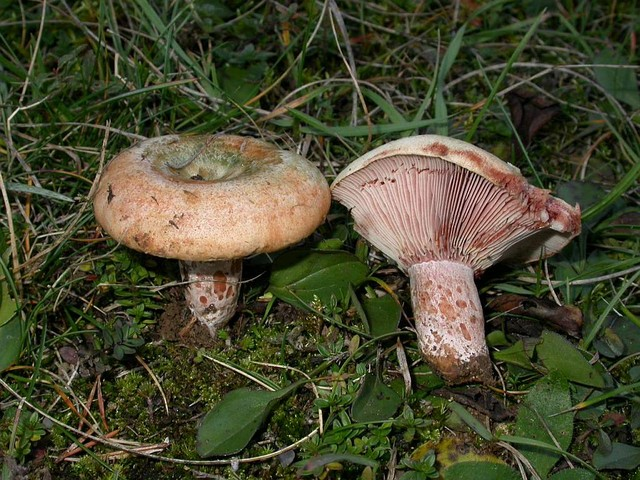
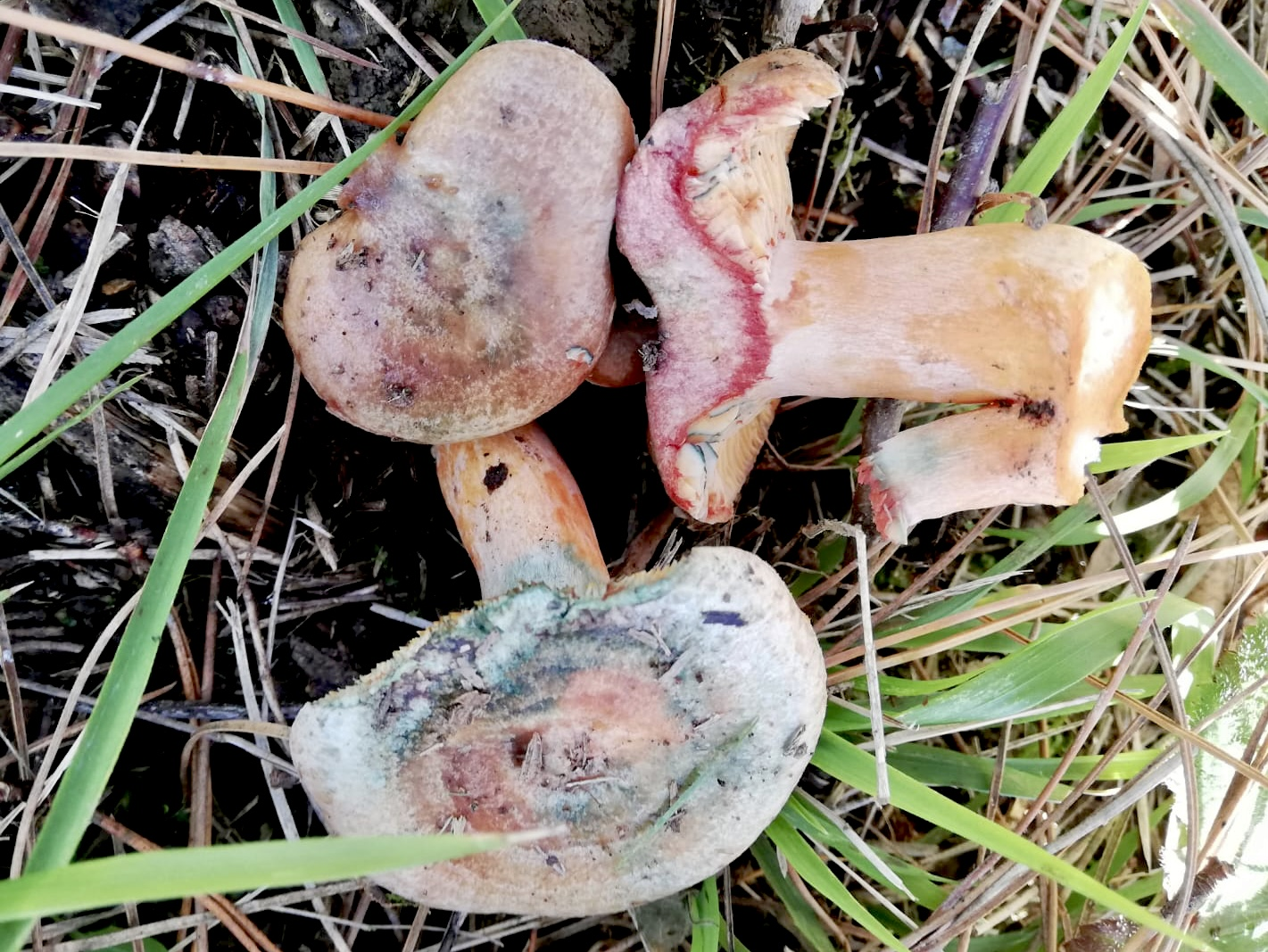
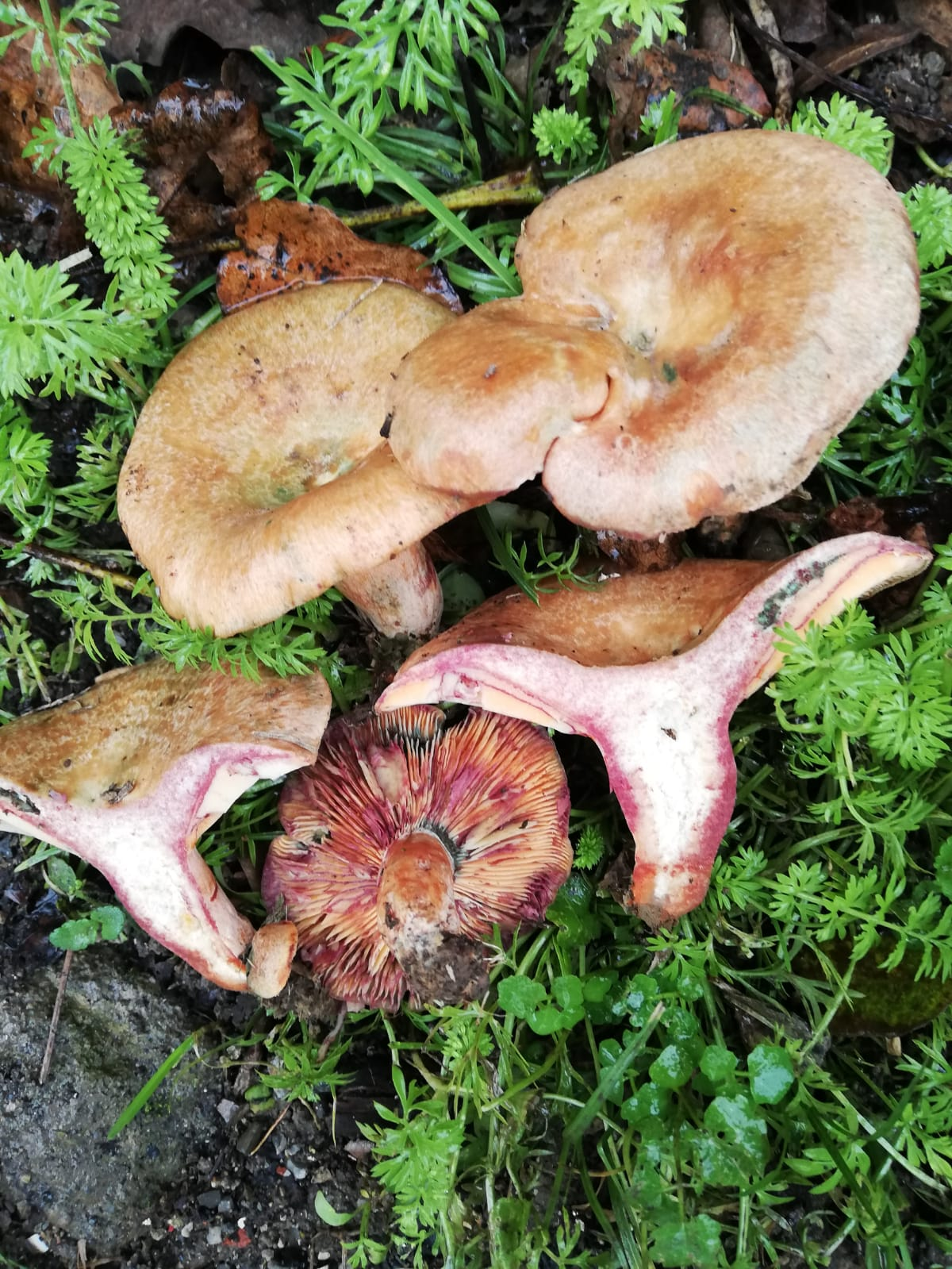

## Distribution et habitat

Distribution européenne du lactaire sanguin. Les états en vert sont ceux où l'espèce a été signalée.

Le lactaire sanguin est une espèce ectomycorhizienne qui pousse en association avec les pins sur sols calcaires. 
Il est largement distribué dans l'Himachal Pradesh en Inde, où il évolue dans les forêts mixtes de conifères, généralement sous la fougère Onychium japonicum var. lucidum,. En Asie, il est aussi présent au Viêt Nam et en Chine. Il est également répandu dans le sud de l'Europe, où il fructifie entre septembre et novembre (parfois jusqu'en décembre dans les régions les plus méridionales du continent). Aux Pays-Bas, il a été trouvé dans les dunes calcaires, poussant dans un endroit chaud, ensoleillé et abrité à la lisière d'un bois dominé par les espèces de pins. Ailleurs en Europe, le lactaire sanguin a été enregistré en Allemagne, en Belgique, à Chypre, en Espagne, en Estonie, en France, en Grèce, en Italie, au Luxembourg, en Pologne, en Russie, en Slovaquie, en Suède, et en Suisse. En Afrique, l'espèce a été collectée au Maroc.

## Comestibilité

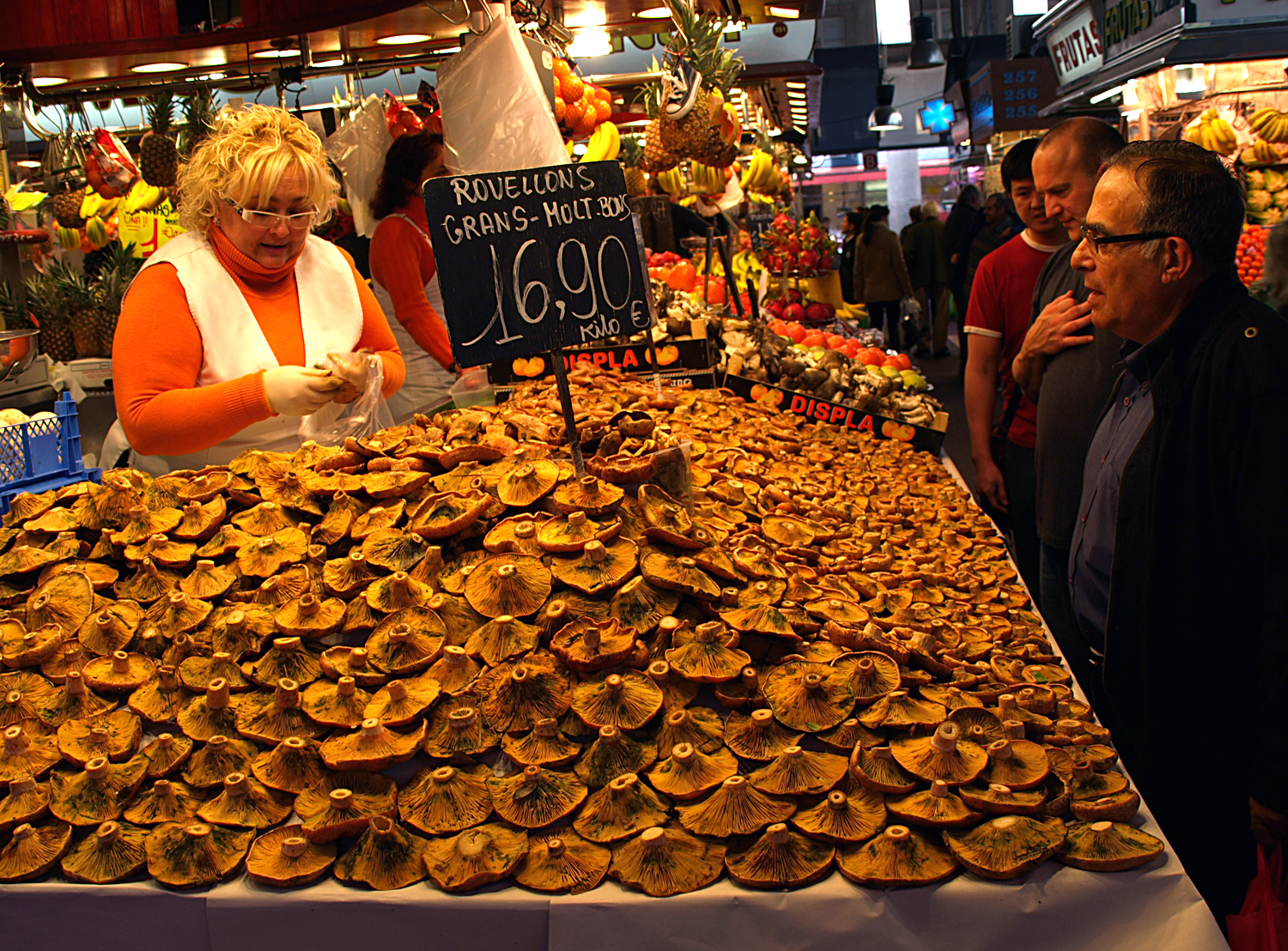
Le rovellò est très apprécié des Catalans. Mais d'autres espèces du groupe du Lactaire délicieux peuvent souvent être vendues sous ce nom sur les marchés, comme ici à La Boqueria de Barcelone.

Le lactaire sanguin est un excellent comestible, considéré par certains auteurs comme le meilleur des lactaires. 
Le rovellò (en Catalogne), le pignen (en Provence) et le sanguinello (en Romagne) ont une place importante dans les traditions culinaires du Sud de l'Europe. On le consomme frais, notamment badigeonné d'huile d'olive et passé au grill avec une persillade, ou à la poêle dans du beurre avec une goutte de rhum brun et un peu de crème fraîche. Il est également séché ou mis en conserve.

## Confusions possibles
Tout comme le L. deliciosus, le Lactaire sanguin est souvent confondu avec d'autres espèces de Lactaires à lait orangé ou rougeâtre de la section Deliciosi, de sécurité alimentaire identique, mais de valeur culinaire variable selon l'espèce. Il se confond avec les espèces suivantes :
- Le Lactaire délicieux (Lactarius deliciosus) au lait orangé et venant sous Pins.
- Le Lactaire semi-sanguin (Lactarius semisanguifluus), au lait orangé puis rouge vineux, venant sous Pins.
- Le Lactaire vineux (Lactarius vinosus), au lait vineux violacé, sous Pins.
- Le Lactaire gris orangé (Lactarius quieticolor), au lait orangé puis très lentement rougeâtre, au chapeau et pied grisâtres, venant sous Pins.
- Le Lactaire des épicéas (Lactarius deterrimus), au lait orangé, venant sous Épicéas.
- Le Lactaire saumon (Lactarius salmonicolor), au lait orangé, venant sous Sapins.